# 蔡佳云
蔡佳云（2000年11月12日—），云南省昭通市人，中国男子残疾人越野滑雪运动员。2022年参加冬季残疾人奥林匹克运动会越野滑雪比赛，并获得2枚银牌和1枚铜牌。

## 个人经历
2022年在北京参加冬残奥会，3月7日获得越野滑雪男子长距离（传统技术）比赛站姿组银牌，3月12日获得越野滑雪男子中距离（自由技术）比赛站姿组铜牌。他在本届冬残奥会上还获得男子短距离（自由技术）站姿组第4名。3月13日与队友单怡霖、郑鹏和王晨阳获得混合接力的银牌。